# C.43 (A)
Tàu 43A là một tàu vận tải quân sự thuộc đoàn tàu không số, tức đoàn 125 thuộc Quân chủng Hải quân, Quân đội nhân dân Việt Nam.

## Hoạt động
Tháng 7 năm 1963, tàu 43 có sự tham gia của thuyền phó Nguyễn Đức Thắng (hay Nguyễn Đắc Thắng) chuyên chở 50 tấn vũ khí vào bến Rạch Kiến Vàng, Cà Mau.
Tháng 9 năm 1964, tàu 43 do thuyền trưởng Nguyễn Đức Thắng chỉ huy chở vũ khí vào bến Cà Mau, cập bến an toàn.
Ngày 16 tháng 2, 1966, tàu 43 xuất phát. Trên hải trình, tàu bị do thám Hoa Kỳ phát hiện, không cắt đuôi được nên buộc phải quay trở về.
Ngày 8 tháng 3, 1967, tàu 43 xuất phát tiếp với 18 thủy thủ do thuyền trưởng Nguyễn Đức Thắng chỉ huy chở 50 tấn vũ khí tiến vào bến Sa Kỳ. Khi gần cập bờ, tàu bị Hải quân Mỹ bao vây tiến công. Sau một thời gian giao tranh, đến ngày 15 tháng 3, sau 3 tiếng chiến đấu liên tục thì tàu bị hư hại nặng, thuyền trưởng Nguyễn Đức Thắng ra lệnh phá hủy tàu.

## Kết cục
Tàu 43A bị phá hủy hoàn toàn cùng hầu hết toàn bộ số vũ khí chuyên chở. Số hiệu 43 về sau tiếp tục được đặt cho một con tàu khác, cũng do thuyền trưởng Nguyễn Đức Thắng chỉ huy - tàu 43B, một trong bốn con tàu không số làm nhiệm vụ trong đợt Tổng tiến công và nổi dậy Tết Mậu Thân.